# Brécy, Cher

Brécy este o comună în departamentul Cher, Franța. În 1 ianuarie 2022 avea o populație de 969 de locuitori.